# Dinglingerhaus

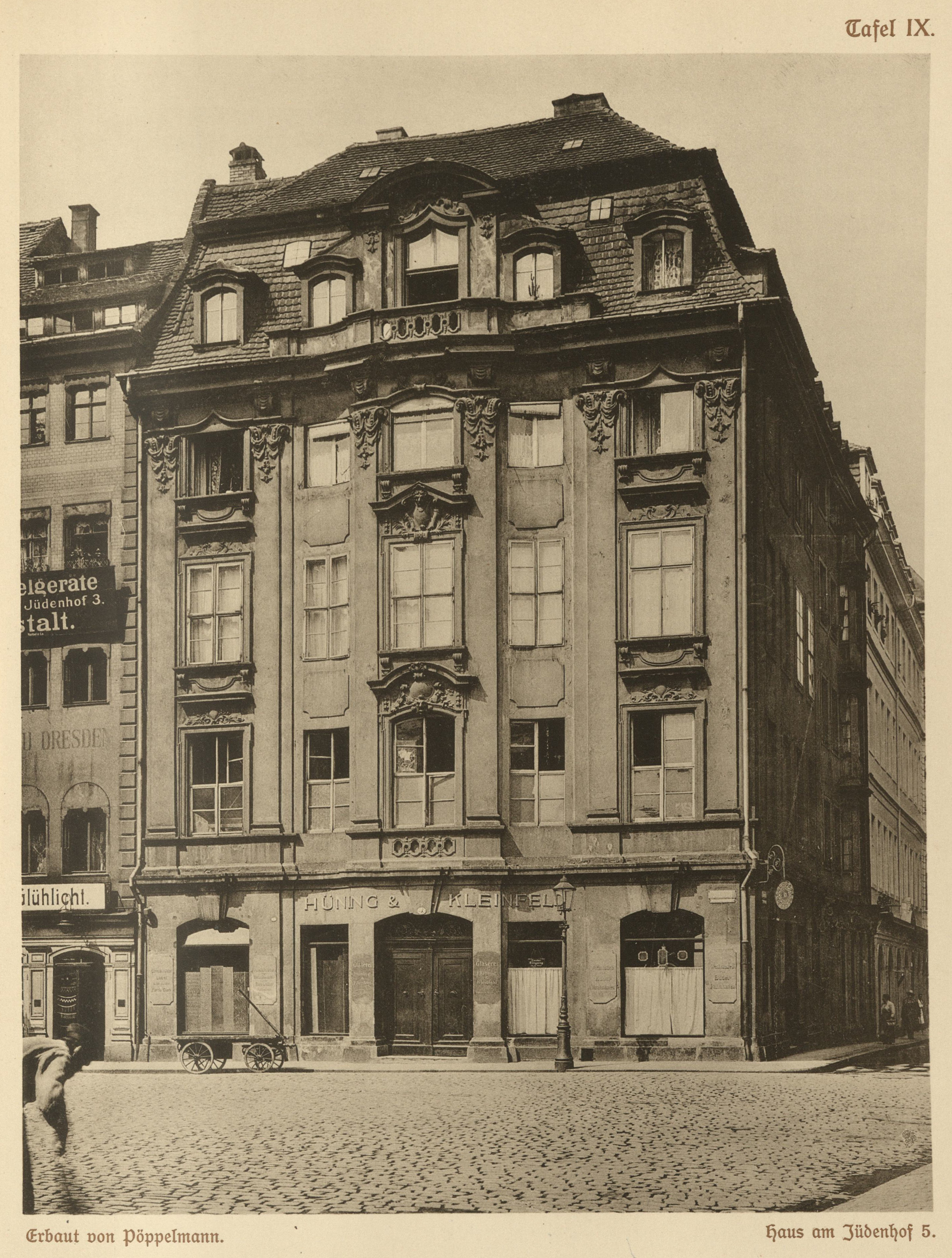
Dinglingerhaus Anfang des 20. Jahrhunderts

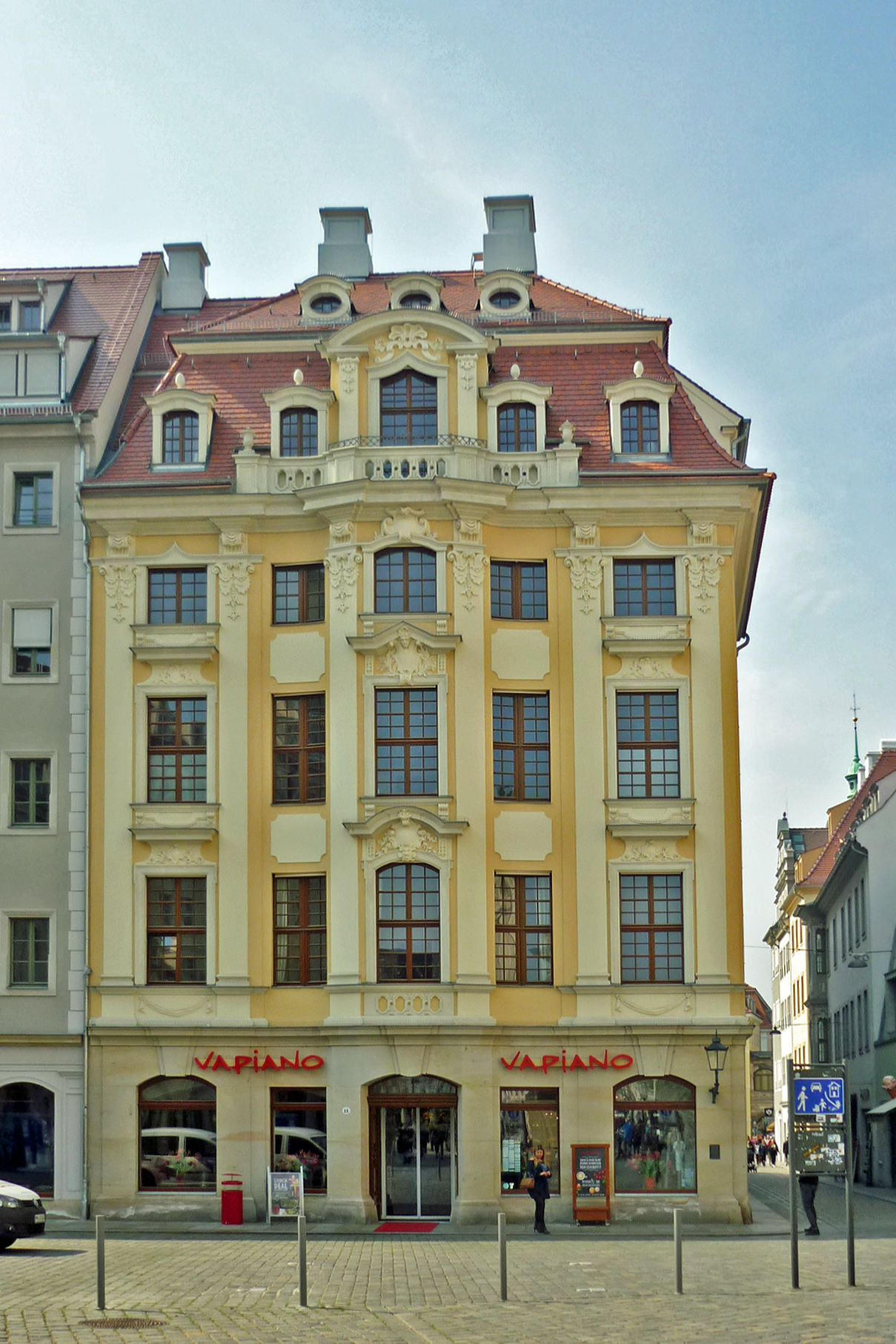
Das Dinglingerhaus am Jüdenhof nach seinem Wiederaufbau

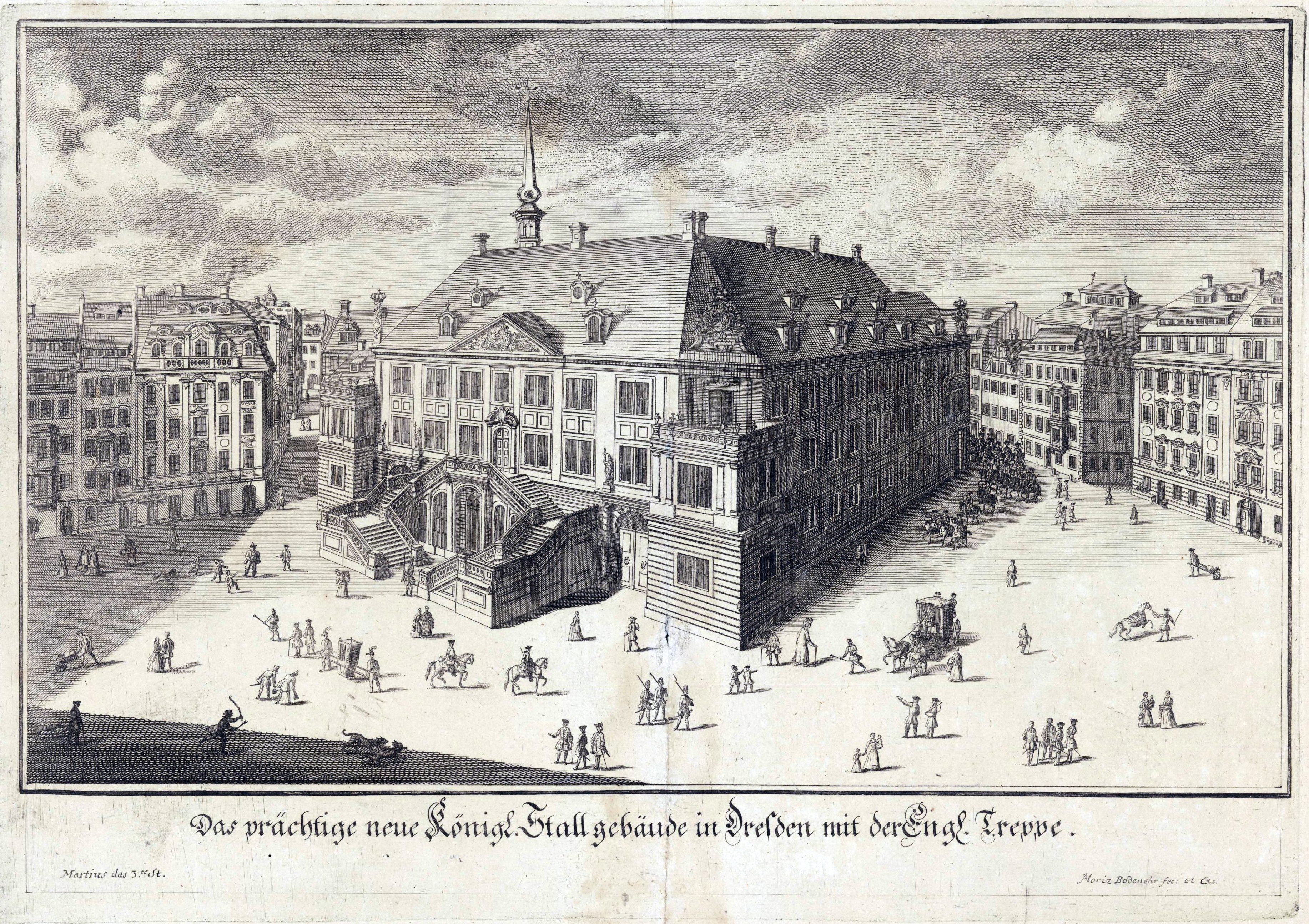
Stich des 18. Jahrhunderts. Links vom Johanneum befindet sich das Dinglingerhaus.

Das Dinglingerhaus war ein barockes Wohngebäude in Dresden. Es wurde frühestens 1711 von Matthäus Daniel Pöppelmann entworfen und vor 1716 am Jüdenhof in unmittelbarer Nachbarschaft zum Johanneum erbaut. Bauherr war wohl Abraham Thäme, seinen Namen erhielt es aber als Wohnhaus des Juweliers Georg Christoph Dinglinger (1668–1728), der es im Mai 1716 erwarb.
Es handelte sich um „eines der wertvollsten barocken Dresdner Bürgerhäuser“ und war laut Fritz Löffler das einzige Beispiel für den Niederschlag des Zwingerstils im Dresdner Wohnhausbau. Walter May hingegen beschreibt Pöppelmanns Bau, der schon vor dem Wallpavillon im Zwinger entstanden sei, als unter dem Eindruck der neuesten Prager Architekturentwicklungen entstanden, die Pöppelmann auf einer Reise kennengelernt habe.
In den Jahren 2015 und 2016 wurde das Haus weitgehend originalgetreu wieder aufgebaut, zum Teil unter Einbeziehung noch vorhandener Teile des Kellers.
Das Gebäude ist nicht zu verwechseln mit dem meist ebenfalls als Dinglingerhaus bezeichneten, im Zweiten Weltkrieg zerstörten Wohnhaus des Hofgoldschmieds Johann Melchior Dinglinger (1664–1731) in der Frauengasse 9 (später Frauenstraße 9), in dessen Hof sich der heute noch existierende Dinglingerbrunnen befand.

## Beschreibung
Das fünfachsige Eckhaus mit zum Jüdenhof streng symmetrischer Fassade verfügte über drei Vollgeschosse, ein Mezzaningeschoss  und ein Mansarddach. Die risalitartig nur leicht vorgezogene Mittelachse wurde von einem gestuften Zwerchhaus gekrönt, vor dessen mittlerem Fenster durch eine Balustrade ein Austritt angedeutet wurde. Zu beiden Seiten des Zwerchhauses fand sich je eine kleinere Gaube. Vertikal gegliedert wurde das Gebäude durch vom Gurtgesims über dem Erdgeschoss sich bis zum verkröpften Hauptgesims erstreckende Pilaster, deren konsolenartigen Kapitelle das Gesims trugen. Die vierachsige Seitenfassade an der zur Schloßstraße führenden Sporergasse war erheblich schlichter ausgeführt.
Das Erdgeschoss der Seite zum Jüdenhof war weitgehend ohne Schmuck gehalten. Es wurde dominiert durch das in der Mittelachse befindliche Portal, zu dessen beiden Seiten sich je zwei hochrechteckige gewändelose Fenster befanden, deren einziger Schmuck in einem den Segmentbogen krönenden großen Schlussstein bestand. Die Erdgeschossfassade zur Sporergasse war sehr ähnlich strukturiert, wenn auch ohne Portal, nur mit einem Eingang zu einem der insgesamt vier im Haus untergebrachten Ladengeschäfte. Über dem Erdgeschoss befand sich ein verkröpftes Gurtgesims.
Sämtliche Achsen des Hauses waren von – für Dresdner Bürgerhäuser ungewöhnlichen – kolossalen Pilastern gerahmt. Dabei war die Mittelachse leicht konvex nach außen, die zweite und vierte Achse leicht konkav nach innen gebogen und damit hinter die risalitartig betonte Mittelachse zurückgesetzt. So erhielten auch die beiden äußeren Achsen einen gewissen Risalitcharakter. Die beiden zurückgesetzten Achsen waren weitgehend schmucklos, einziges Detail sind vertikal zwischen den Fenstern angebrachte Putzspiegel. Bis auf sehr zurückhaltende Sohlbänke waren auch keine Fenstergewände zu sehen.
Die Achsen eins und fünf verfügten über den Fenstern des ersten und zweiten Geschosses über gerade Verdachungen und Füllwerk. Dort waren Kartuschen mit Bandel- und Rankenwerk auf konkav hochgebogenen glatten Putzflächen angebracht. Die Sohlbänke waren geschmückt mit gleich oberhalb der Verdachungsgiebel angesetzten kleinen Konsolen und bügelförmigen Putzspiegeln. Die Mittelachse wies noch reichere Details auf. So befand sich das Fenster des ersten Stocks über einer kleinen Scheinbalustrade. Über dem Fenster befand sich eine Segmentbogenverdachung mit geraden Seitenteilen. Unter dieser befanden sich direkt über dem Fenstersturz floral geschmückte Rechteckfelder. Die Verdachung hatte zudem einen Schlussstein in Form einer Fratzenmaske. Allen Fenstern der Mittelachse waren kleine Konsolen unterlegt.
Die Kapitelle der Pilaster waren aufstuckiert und in Phantasieformen ausgeführt. Sie setzten sich zusammen aus perlenbesetzten Voluten mit Tuchgehängen über Blüten. Der Mittelrisalit wurde über dem Giebel durch ein dreiteiliges Zwerchhaus verlängert. Zwei kleinere im Segmentbogen geschlossene Fenster rahmten das große, hinter einer leicht nach außen gebogenen Balustrade befindliche Mittelfenster, das von einer auf zwei das Fenster rahmenden Lisenen lagernden Segmentbogenverdachung gekrönt wurde. Der große Segmentbogen war gefüllt mit einer Muschel und feinem Rankenwerk. Über den beiden äußeren Achsen befand sich je eine kleinere Gaube.
Das Erdgeschoss wurde durch die Toreinfahrt betreten. Die Treppe zu den Stockwerken befand sich in der Verlängerung des Eingangs, Seitentüren in der Einfahrt führten zu den Verkaufsräumen. Direkt neben der Treppe befand sich ein kleiner Lichthof. Die vier Hauptwohnräume in den Obergeschossen waren als Enfilade angeordnet, der größte Raum jeder Etage befand sich in der Mittelachse zum Jüdenhof, ein Zimmer war als Eckraum zur Sporergasse gestaltet, ein weiteres hatte zwei Fenster nur zur Sporergasse. Um den fast quadratischen kleinen Innenhof und die Treppe waren kleinere Wirtschaftsräume untergebracht.

## Architekturgeschichtliche Bedeutung
Das Dinglingerhaus am Jüdenhof stellt nach Meinung Stefan Hertzigs „für das Bürgerhausœvre Pöppelmanns als auch für das gesamte bürgerliche Bauschaffen Dresdens jener Zeit [… den] unangefochtene[n] künstlerische[n] Höhepunkt“ dar:

„Nicht durch ein Stakkato von Putzflächen, sondern durch ein tatsächlich vorhandenes – aber ganz sanftes und kaum merkliches – Hervorschwingen der mittleren Achsen sowie durch ihre Fortsetzung in den drei Zwerchhäusern des Daches wurde eine starke Einheitlichkeit sowie eine künstlerische Wirkung von großer Schönheit und Anmut erreicht.“

„Die Fassade des Hauses wurde in ihrer Mitte tatsächlich als Ganzes in Schwingung versetzt. Trotzdem ordnete sich aber auch an diesem Gebäude die wellenförmige Bewegung durch ihre sanfte, flache Ausbildung wiederum fast unmerklich dem flächig-kubischen Gesamtcharakter des Baukörpers unter.“

Der sehr positiven Einschätzung schließt sich Paul Schumann an: „Man wird nicht leicht ein künstlerisch vornehmeres Privathaus finden [...]. In der ruhigen Gliederung, in der feinen Verteilung der Massen, in der sicheren Verwendung weniger Schmuckteile ist es vollendet schön, ein sprechender Beweis, wie ein Künstler ersten Ranges auch mit geringen Mitteln das Höchste zu erreichen vermag.“

## Geschichte

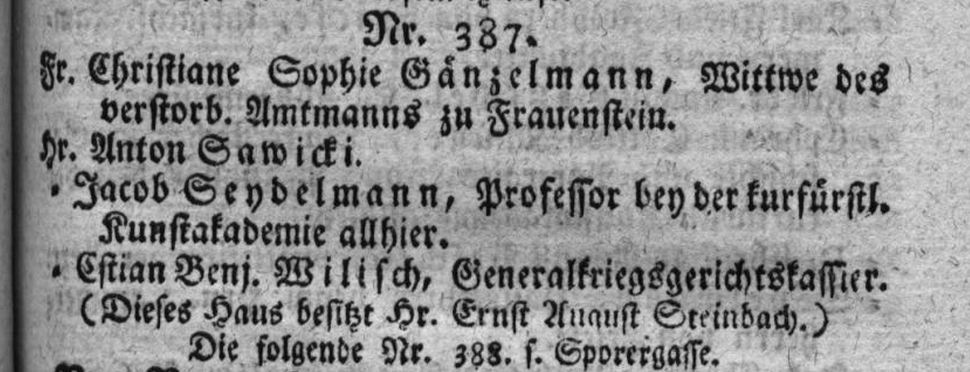
Eintrag im Adressbuch von 1797

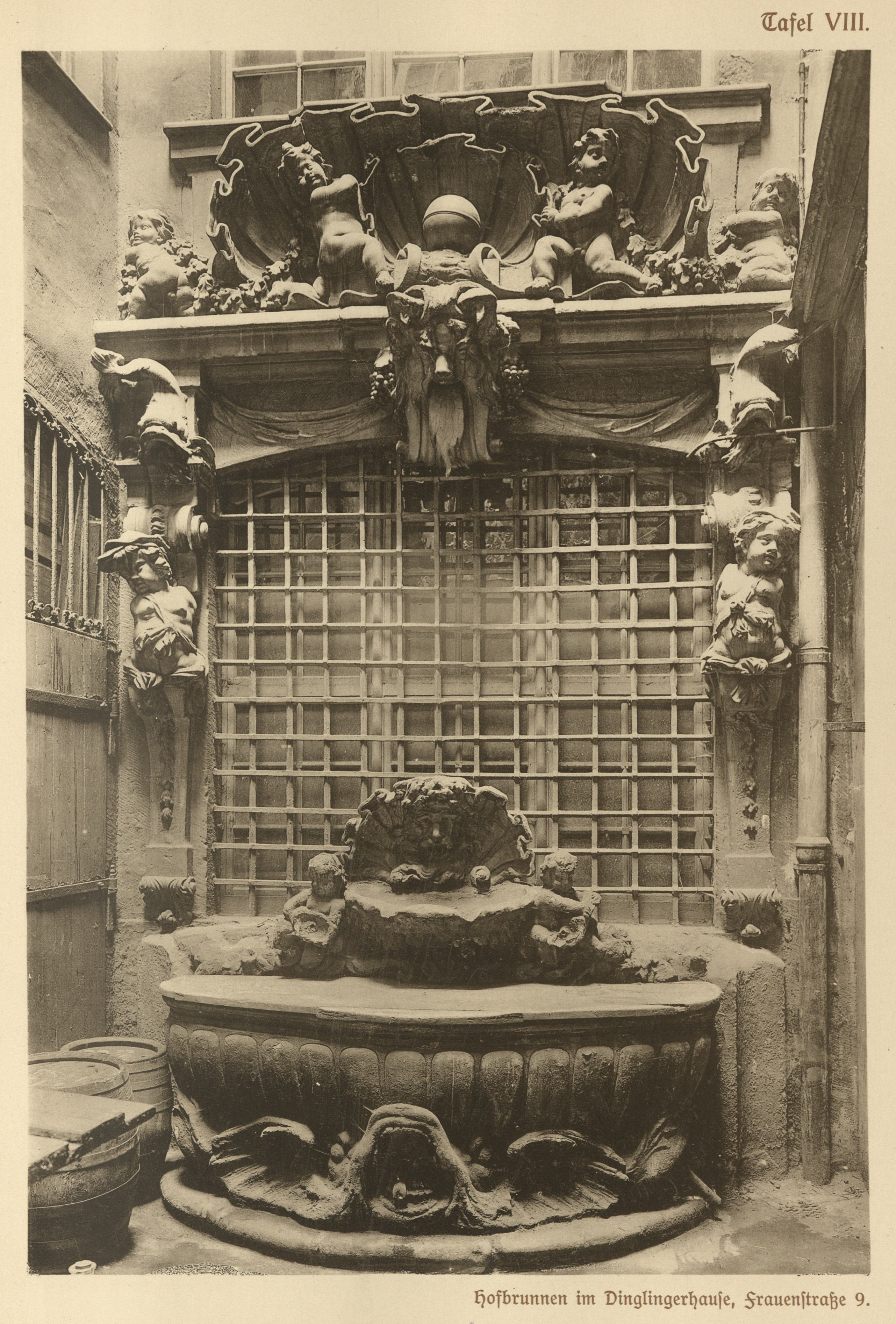
Hofbrunnen im Dinglingerhaus (1913), heute am Gewandhaus

Georg Christoph Dinglinger starb 1746 im Alter von 77 Jahren. Über die Besitzer und Bewohner nach dieser Zeit geben die Dresdner Adressbücher von 1797 an Auskunft.
Die Adresse des Hauses lautete seit Einführung der straßenweisen Nummerierung der Dresdner Häuser zur Mitte des 19. Jahrhunderts Jüdenhof 5. Zuvor war es als Haus 387 verzeichnet. In der Zeit des Nationalsozialismus wurde der Name Jüdenhof getilgt, das Haus hatte in der Folge die Adresse Neumarkt 18.
Schon im 18. Jahrhundert war das Haus nicht nur von der Familie der Eigentümer bewohnt. Der erste Eintrag in einem Dresdner Adressbuch findet sich 1797. Er lautet:

„Nr. 387.
Fr. Christiane Sophie Gänzelmann, Wittwe des verstorb. Amtmanns zu Frauenstein.
Hr. Anton Sawicki.
 "   Jacob Seydelmann, Professor bey der kurfürstl. Kunstakademie allhier.
 "   Cstian Benj. Wilisch, Generalkriegsgerichtskassier.
(Dieses Haus besitzt Hr. Ernst August Steinbach.)“

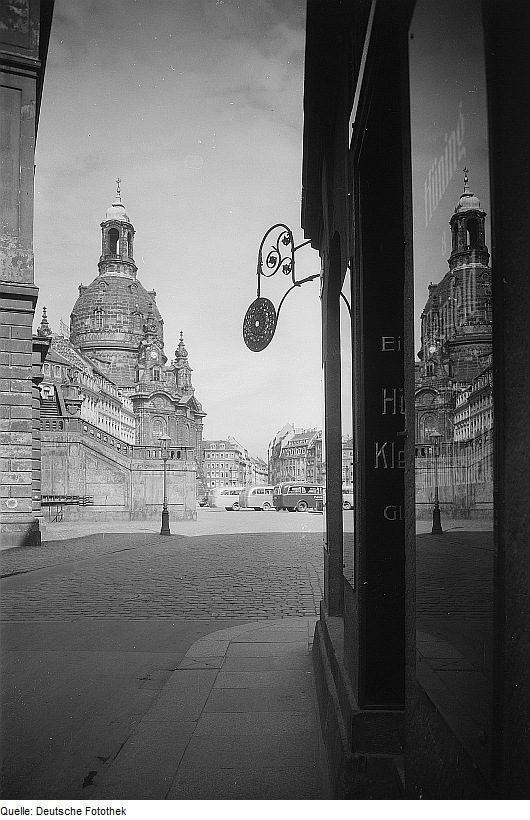
Blick von der Sporergasse über den Jüdenhof zur Frauenkirche, rechts das Ladengeschäft von Hüning & Kleinfeld

Neben den im Haus wohnenden Parteien finden sich für das Jahr 1797 auch mehrere Ladengeschäfte im Erdgeschoss. Verzeichnet sind der Beutler Kepler, der Klempner Köhler, die Steinguthändlerin Witwe Weiße sowie an der Seite zur Sporergasse der Langmesserschmied Fröhlich.
Spätestens 1831 war das Haus dann Eigentum der Witwe des 1797 erwähnten Dresdner Malers Jakob Crescenz Seydelmann, der Miniaturenmalerin Apollonia Seydelmann, Mitglied der Dresdner Kunstakademie. Nach dem Tod Apollonia Seydelmanns im Jahr 1840 ging das Haus in den Besitz ihrer Tochter Luise (1799–1874) über, die seit 1817 mit einem Oberst von Zedlitz verheiratet war. Luise starb 1874, im Dresdner Adressbuch von 1904 ist als Eigentümerin des Hauses eine „Louise von Zedlitz, Oberhofmeisterin a. D.“ vermerkt, in den 1930er und 40er-Jahren werden als Eigentümer „Kleinfeld Erben“ verzeichnet.
Da die Dresdner Adressbücher seit 1848 auch die Wohnungsmieter aller verzeichneten Häuser nennen, lässt sich ab dieser Zeit recht genau Auskunft über Geschäfte und Bewohner im Haus erteilen. Zumindest die Familienvorstände sind bekannt, da Ehefrauen, Kinder und Personal außer im Falle eigener Berufstätigkeit oder sonstiger Bedeutung nicht erwähnt werden.
So verzeichnet das Adressbuch von 1851 im Parterre des Dinglingerhauses die Geschäftsräume und Wohnung des Hofuhrmachers Weiße, der bereits seit 1836 als „Klein-Uhrmacher“ unter dieser Adresse – als Mieter im Dachgeschoss, noch nicht mit Geschäftsräumen – verzeichnet war und einen Schuhmacher namens Venus. Im ersten Obergeschoss lebte das Ehepaar von Zedlitz, im zweiten der Baron Gustav Bodo von Bodenhausen, im dritten der Schneider Ludwig Moritz Drevermann und im vierten Stock, dem ausgebauten Dachgeschoss, wird ein Herr Bergner, „Klempner und Lampenfabrikant“, genannt.
In den folgenden Jahrzehnten gab es weiterhin Ladengeschäfte im Erdgeschoss. So finden sich in den Adressbüchern von 1861 und 1866 weiterhin der Hofuhrmacher Weiße sowie die Schuhmacher Venus und Süwer.
Im Adressbuch von 1904 sind ein Sporermeister und der Schuhmacher Otto Magister eingetragen, im ersten Stock zudem ein „Gemeinnütziger Verein“ samt seinem Sekretär Ernst Seidler. In den Adressbüchern von 1932 und 1943/44 findet sich für das Erdgeschoss und den ersten Stock des Hauses die Eintragung der Firma Hüning & Kleinfeld. Dabei handelte es sich um eine Glaserei, Glasschleiferei und Glasmalerei.
Das Dinglingerhaus wurde im Zweiten Weltkrieg zerstört, die Ruine später abgebrochen. Nach der Errichtung des Kulturpalastes wurde auf dem einstigen Standort des Gebäudes ein Parkplatz angelegt.

## Wiederaufbau
Auch nach der Zerstörung blieb das Dinglingerhaus als eine der Inkunabeln der Dresdner Barockbaukunst stets im öffentlichen Bewusstsein. Seine originalgetreue Rekonstruktion war darum auch fester Bestandteil bereits der ersten, noch in den 1980er Jahren angestellten Überlegungen zum Wiederaufbau des Neumarktgebiets. Selbst während der erbittert geführten Diskussionen um die künftige Gestalt des Neumarkts, die um die Jahrtausendwende von den Verfechtern eines historischen Wiederaufbaus und den Vertretern einer modernen Gestaltung geführt wurden, wurde die Rekonstruktion des Dinglingerhauses von letzteren zu keinem Zeitpunkt in Frage gestellt.
Nach dem Verkauf des nunmehrigen Quartiers VII.2 an die Kimmerle GbR Jüdenhof (Höchstädt a. D. Donau, v. d. d. Michael Kimmerle) Anfang 2013 begannen im April desselben Jahres archäologische Ausgrabungen, die u. a. den noch relativ gut erhaltenen Keller des Dinglingerhauses mit teilweise erhaltenen Gewölbetonnen und einem gotischen Portal ans Tageslicht brachten. Aufgrund ihres Wertes wurden diese Relikte in den Wiederaufbau des Gebäudes integriert. Den historischen Dinglingerkeller kann man heute bei einem Besuch im Restaurant des s.g. Jüdenhof Dresden bewundern. Die Grundsteinlegung fand am 26. Februar 2015 statt, die Fertigstellung erfolgte 2017.